# 叶连娜·斯克伦尼克
叶连娜·鲍里索芙娜·斯克伦尼克（俄语：Елена Борисовна Скрынник，1961年8月30日—），女，車里雅賓斯克州人，俄罗斯联邦政治人物。前农业部长。

## 生平
1961年生于車里雅賓斯克州的一个工程师家庭。是维克托·赫里斯坚科的胞妹。
1986年毕业于车里雅宾斯克医学院。之后在当地的一家综合诊所工作。曾任车里雅宾斯克冶金工厂附属医院副主任医师。1992年毕业于俄罗斯联邦政府附属国民经济学院（前苏联部长会议附属国民经济学院）。期间与阿列克谢·戈尔杰耶夫是同学，也在德国和法国实习。
1994年，成立梅德利津医疗租赁公司。与卫生部合作，采购国外医疗设备。1997年至2001年，俄罗斯租赁公司联合会主席。
2001年至2009年4月，俄罗斯农业租赁公司总裁。2009年4月至2010年2月，俄罗斯农业租赁公司董事会副主席。2008年11月，当选统一俄罗斯党最高委员会委员。
2009年3月至2012年5月，俄罗斯联邦农业部长。卸任后在法国度假。2013年回国。

## 评价
1994年，率先发展俄罗斯的租赁行业，并取得巨大效益，被称为俄罗斯的租赁夫人。俄罗斯农业租赁公司总裁任期内，公司的营业额和运营透明度都有所提高。
2012年5月离任后即遭到腐败和滥用职权指控。涉嫌在2001年至2009年侵吞390亿卢布的俄联邦财政预算款。据俄罗斯总统办公厅消息人士透露，她在担任部长期间与普京的若干亲信发生了冲突，所以遭到了报复。
2014年12月，其经济学博士论文涉嫌抄袭。根据2015年3月17日教育和科学部命令，被撤销博士学位。

## 荣誉
- 友谊勋章

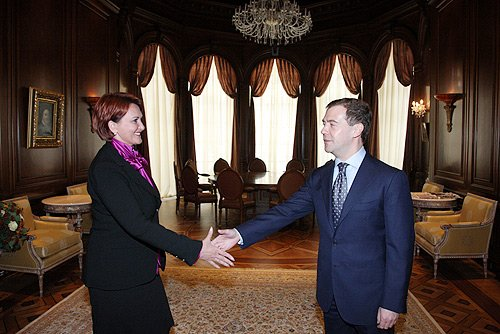
时任俄罗斯总统梅德韦杰夫与斯克伦尼克

- 二级祖国功勋奖章（2005年11月15日）
- 俄罗斯联邦总统感谢信